# شكور أباد (غوزل درة)
شکور أباد (بالفارسية: شکورآباد) هي قرية تقع في إيران في قسم غوزل درة الریفي. يقدر عدد سكانها بـ 1014 نسمة بحسب إحصاء 2016.